# Laicizálás
A római katolikus egyházban laicizálásnak nevezik a klérus tagjainak visszahelyezését a klerikusi állapotból a laikusi állapotba. A laicizáció egyházjogi aktus, amely megváltoztatja a laicizált személy státuszát, jogait, kötelességeit és egyházi hivatalait. Nem érinti azonban a laicizált személy felszenteltségét, amely a katolikus hit szerint eltörölhetetlen.

## A laicizálás lehetséges okai
A katolikus klérus tagjai (a püspökök, papok és diakónusok) háromféle okból veszíthetik el klerikusi jogállásukat: érvénytelenség miatt, büntetésből vagy kegyként.

### Érvénytelenség
A katolikusok azáltal válnak laikusból klerikussá, hogy őket egy püspök felszenteli. Amennyiben erről a felszentelési aktusról bírói ítélet vagy közigazgatási határozat kimondja, hogy érvénytelen volt, akkor az érintett személy elveszíti klerikális jogállását, és ismét laikussá válik.

### Büntetés
Azokat a klerikusokat, akik valamilyen különösen súlyos vétséget követnek el, büntetésképpen elbocsájthatják a klerikusi állapotból, megfoszthatják klerikusi jogállásuktól. Az ilyen személy a büntetés következményeként ismét laikussá válik.

### Kegy
Előfordul, hogy az egyházi személy valamilyen okból nem kíván a továbbiakban a klérus tagja lenni. Ilyenkor az illető kérheti az Apostoli Szentszéket, hogy őt bocsássa el a klerikusi állapotból. Amennyiben a kérésnek súlyos vagy nagyon súlyos oka van, a szentszék kegyet gyakorolhat, és leiratban elbocsájthatja a klerikust a klerikusi állapotból.

## A laicizálás jogi következményei
A laicizálált személy elveszíti korábbi klerikusi jogait, és valamennyi egyházi hivatalát, megbízását és feladatát. Ez alól egy kivétel van: a laicizált klerikus is gyóntathat olyan hívőt, aki halálos veszélyben van.
Ugyanakkor a laicizált pap mentesül a klerikusi kötelezettségtől. Kivétel ez alól a cölibátus, ami alól csak akkor mentesül a laicizált személy, ha a klerikusi jogállás elvesztésére a felszentelés érvénytelensége miatt került sor. Az érvényesen felszentelt, majd később laicizált klerikusok csak a pápa engedélyével köthetnek házasságot. De a kegyként laicizáltak esetén általában a cölibátus alól is felmentést kapnak egyúttal, lévén ez az egyik leggyakoribb oka az elbocsátás kérésének.
Akit egyszer laicizáltak, azt csak az Apostoli Szentszék leirata tehet vissza a klérus tagjai közé. Erre a szentszéki joggyakorlat szerint nem kerülhet sor, ha az érintett a laicizálás után katolikus házasságot kötött. A felszentelés nem ismételhető meg.

## A laicizálás és az egyházi rend szentsége
A katolikus hit szerint az egyházi rend szentsége eltörölhetetlen jegyet hagy az emberben, emiatt akit egyszer érvényesen klerikussá szenteltek, az a felszenteltségét nem veszíti el akkor sem, ha később kérésére vagy büntetésből elbocsájtják a klerikusi állapotból. Amennyiben a laicizálás azért történt, mert a felszentelés érvénytelen volt, akkor persze a klerikusi állapot elvesztése ezen sem változtat. A laicizálás tehát semmilyen hatással sincs a felszenteltségre, az csak a klerikusi jogállást szünteti meg.